# 巴拉霍維奇
51°16′31″N 25°57′26″E / 51.27528°N 25.95722°E
巴拉霍維奇（烏克蘭語：Балаховичі），是烏克蘭西北部的村莊，隸屬里夫內州的瓦拉什區。該村始建於1855年，面積16平方公里，海拔高度168米，2001年人口624，人口密度每平方公里38.9人。